# Stazione di Kawachi-Kosaka
La stazione di Kawachi-Kosaka (河内小阪駅?, Kawachi-Kosaka-eki) è una stazione ferroviaria situata nella città di Higashiōsaka, nella prefettura di Osaka, in Giappone, appartenente alle Ferrovie Kintetsu.

## Linee
Ferrovie Kintetsu
● Linea Kintetsu Nara

## Aspetto
La stazione è realizzata in viadotto con due binari passanti e due marciapiedi laterali.
| 1 | ■ Linea Kintetsu Nara | per Higashi-Hanazono, Ikoma, Yamato-Saidaiji, Kintetsu Nara e Tenri           |
| 2 | ■ Linea Kintetsu Nara | per Tsuruhashi, Ōsaka Uehommachi, Ōsaka Namba, Amagasaki, Kōshien e Sannomiya |

## Stazioni adiacenti
| «                                          | Servizio                            | »                   |
| Linea Kintetsu Nara                        | Linea Kintetsu Nara                 | Linea Kintetsu Nara |
| ------------------------------------------ | ----------------------------------- | ------------------- |
| Kawachi-Eiwa                               | Locale                              | Yaenosato           |
| Fuse                                       | Semiespresso Semiespresso sezionale | Higashi-Hanazono    |
| L'espresso e l'espresso rapido non fermano |                                     |                     |